# Cullen Moss
Cullen Moss är en amerikansk skådespelare inom TV, Film samt "röst-skådespeleri". Han är mest känd för sin återkommande roll som Junk i Tv-serien One Tree Hill.
Han har även varit med i ett par avsnitt i serien Dawson's Creek. Han är även en av rösterna bakom dubbning av de japanska animerade och "verkliga" filmen Under Arrest.
Cullen medverkar även i komedishow som går varje vecka i City Stage i Wilmington, North Carolina. som heter "Changing Channels"

## Filmografi
- 2025 – American Summer
- Find Love (2006) - Cousin
- Strike the Tent (2005) - Prison guard #2 (also set dresser)
- The Pigs (2005) - Damon
- The Notebook (2004) - Bodee
- Ball of Wax (2003) - Ricky Sparks